# Kunz Jehle
Kunz Jehle (* um 1480; † am 13. Dezember 1525 bei Waldshut; gebürtig/eigentlich Konrad Jehle) war der Führer des Hauensteiner Haufens im Deutschen Bauernkrieg. In der Küssenberger Chronik heißt es: Ihr Haubtmann Conradt Uli, genannt Kuonz von der Niedermüli.

## Leben
Um 1480 wurde Kunz Jehle geboren. Er hatte später in Niedermühle im Albtal einen Hof zu Lehen, ob er dort auch geboren ist, ist nicht gesichert. Bei dem Vornamen Kunz handelt es sich lediglich um eine Kurzfassung, sein richtiger Name war Konrad. Kunz Jehle war verheiratet und hatte zumindest ein Kind, Johannes Jehle, der das Geschlecht nach dem Tod seines Vaters fortführte.

## Leistungen
Kunz Jehle führte am 27. April 1525 im Deutschen Bauernkrieg den Hauensteiner Haufen von etwa 600 Bauern gegen das Kloster St. Blasien. Joseph Ruch beschreibt in seinem Buch Geschichte der Stadt Waldshut das Ereignis wie folgt „Die Bauern liefen zusammen, als ob es schneite, aus allen Dörfern, keines ausgenommen. Sie verjagten die Mönche und verwuesteten das Kloster. Kunz Jehle der als umsichtig und besonnen galt mahnte Einhalt zu gewaehren und das Kloster nicht wie vielerorts ueblich niederzubrennen.“ Eine Aufzeichnung aus dem Jahre 1532, die bis heute erhalten blieb und sich heute im Pfarrhaus von Dogern befindet, zeichnet die Beteiligten des Sturms auf das Kloster aus einer der Pfarreien, der Pfarrei Birndorf, wie folgt auf: „Copie von 1532 – Anno 1525 sind aus der Pfarrei Bürdorf nach St. Bläsi gelaufen und haben grossen Schaden getan: Antoni Waldkiller von hir Vogts Sohn, Caspar Meyer von hier, Hans Gäng von hier, Heini Fluom von hier, Marti Ratzinger von Schatenbürdorf, Hanss Scheffer der jung von Bürkingen Vogts Sohn, Adam Schänk von Bürkingen, Andres Trändlin von Bürkingen der Jung, Andreas Leber von Bürkingen, Marx Mettenberger aus dem Chuchelbach, Hans Pfeiffer aus dem Poland, Thoma Winkler von Buoch, Baschli Eggert von Buoch, Jörg Trändlin von Hächel der Jung, Peter Sur von Etzbel, Michel Tröndlin von Heite“.
Martin Luther distanzierte sich von der Freiheitsbewegung der Bauern und schrieb wörtlich in seiner Schrift: „Wider die Mordischen und Reuberischen Rotten der Bawren“: „man soll sie zerschmeißen, würgen, stechen, heimlich und öffentlich, wer da kann, wie man einen tollen Hund erschlagen muss“, was sich die Obrigkeit nicht zweimal sagen und den Worten Luthers Taten folgen ließ.
Nachdem der Bauernaufstand blutig niedergeschlagen worden war, verübte trotz Bitten des St. Blasier Abtes Johannes Spielmann (1519–1532) der Adel im Gefolge des Christoph Fuchs von Fuchsberg Vergeltung. Kunz Jehle fiel den Kriegsknechten an Lichtmess 1525 in der Nähe des Hungerberg in die Hände. Diese machten kurzen Prozess, nachdem er ihnen auf einem ersten Treffen unter Ritter Phillip von Tegernau entkommen war. Christoph Fuchs von Fuchsberg ließ ihn am 13. Dezember 1525 oberhalb der Lettenmühle an einer Eiche hängen, der Ort befindet sich an der heutigen alten Waldshuter Straße nach Waldkirch. Die Lettenmühle stand oberhalb der Tröndlemühle, später war dort die SIPO-Kaserne bzw. Polizeischule.
Der damalige Pfarrer von Dogern, Heinrich Küssenberg, schrieb dazu in seiner Chronik: „Ihr Haubtman Conradt Uli genannt Kuonz von der Nidermüli wurde gefänglich nach St. Blasi geführt, andern Tags aber an einem Baum, ob dem Letten genannt, bei Waltshuet gehenkt.“ In der Nacht zum 14. Dezember 1525 schnitten Freunde von Kunz Jehle dessen rechte Hand ab und nagelten sie an die Klosterpforte des Klosters St. Blasien und dazu einen Zettel mit der Aufschrift: „Diese Hand wird sich rächen“. Daraufhin legten Anhänger von Kunz Jehle in der Nacht zum 11. April 1526 Feuer im Kloster St. Blasien. Um eine „saubere Arbeit“ zu verrichten, streuten sie Schießpulver an strategisch wichtigen Stellen. Die Klostergebäude östlich der Alb brannten in wenigen Stunden vollständig nieder.
Der Chronist Andreas Lettsch vermeldet in seiner Chronik, Kunz Jehle sei Anführer der Schwarzwälder Bauern (wohl Hotzenwälder) bei der versuchten Belagerung von Radolfzell (1. Juli 1525) gewesen, bei der auch Hans Müller von Bulgenbach eine bedeutende Rolle spielte.